# ガッツだ!ドラゴンズ
ガッツだ!ドラゴンズとは東海ラジオで2008年秋の番組改編から放送されていた中日ドラゴンズに関連したナイターシーズンオフ番組。

## 放送日時
2008年度
- 月曜日～金曜日　17時45分～18時15分

2009年度
- 月曜日～金曜日　17時43分頃～18時（安蒜豊三 夕焼けナビ内）

2010年度
- 月曜日～金曜日　18時30分～19時

2011年度
『チア・スポ～Cheer Sport』が月曜日～金曜日の17時45分-19時まで放送となるため放送なし。

## 出演者
番組進行
- 東海ラジオスポーツアナウンサー（2008年～）
  - 但し2009年・2010年は、月曜：村上和宏、火曜：大澤広樹、水曜：吉川秀樹、木曜：森貴俊、金曜：北山靖というように日替わり制となった[1]。

　ゲスト
- 東海ラジオプロ野球解説者（2008年は選手がゲストの場合は出演なし。2009年は月・金のみ）
- 中日ドラゴンズ選手

など

## 主な番組構成

### 2008年
- 2007年シーズンオフまで放送されていたガッツナイタープラスと内容はほとんど変わらない。
- 基本的に選手がゲストの場合は通常のコーナーは放送せず、選手と東海ラジオアナとのしゃべりを中心とする。
- 2008年12月の番組ではゲストや解説者の「2008年の喜怒哀楽」をフリートークのテーマとした。
- 2008年のシーズンオフでは選手がゲストの際、リスナーが「ゲストはこんな人だ」と性格を予想したメッセージを募集する「私、知ってます」コーナーがあった。リスナーからのメッセージに対し、本人に「その通り」「どうかなぁ～」「絶対違う」の3つから選んでもらい、話を展開するという企画。

オープニング
「ミューズのささやき」と題して、月替わり（2008年12月頃からは日替わりとなった）の質問が女性の声によってゲストに問いかけられ、ゲストが答える（10月と11月は同じ質問）。
- 初出演の場合は『ゲストにいきなりQ＆A』として様々な質問が出される。

月曜日　クイズマンデー
様々な形式でクイズを毎回2つ出題する。正解者（1問のみ参加でも権利が与えられる）には抽選で1名にプレゼント（番組開始当初～2009年2月頃までは応援マラカスだったが、同年3月頃からはオープン戦のチケットになった）がもらえる。
火曜日　ベースボールアラカルト
野球にちなんだ様々な話題を届ける。
水曜日　ネクストジェネレーション
基本的にガッツナイタープラスと変わらず澤井道久・川井雄太・浅尾拓也・田中大輔・堂上直倫・福田永将の若手6選手を毎週取り上げる。2009年からは中川裕貴（1月7日～）が追加されたと同時に、「担当アナのナレーション＋事前インタビュー」から事前に担当アナが電話で近況などインタビューしたものが放送される形式に変更になった。
木曜日　テレフォン野球相談
応募者から抽選で選ばれた相談者が電話で直接解説者に野球に関する相談をおこなう。
金曜日　ドラゴンズあーだこーだ
毎回テーマ（当初はドラゴンズに関するものだったが、途中からはドラゴンズに関係ないものがテーマになり、現在は大喜利的要素が大きい）に基づいてリスナーと解説者とが言い合い（リスナーはメールやファックスを通じて参加）、前後半それぞれ1名にプレゼントがもらえる。

### 2009年
- 放送時間が15分ほどに短縮された。なお番組の正式名称は変わりないが、タイムテーブルには『ドラゴンズ情報』と記載されている。

月曜日・木曜日
- 前半はドラゴンズの動き、後半はインタビューといった特集枠となっている[2]。なお木曜日の前半でドラゴンズの動きを伝える際、出来事と出来事の合間合間に2009年11月頃からはカメラのシャッター音を入れるなどの演出が行われている。また木曜日限定の企画として、2009年12月中はドラゴンズの選手を料亭に招いて、鍋をつつきながらの企画や、2010年1月中は三重県いなべ市の釣り堀を舞台に、4名の選手が釣った魚の数を競うという企画[3]を行った。

火曜日
- 前半はドラゴンズの動き、後半は「週刊ブルペン」として、月1のテーマを設け、週替わりで浅尾拓也・朝倉健太といった主力投手陣に大澤がテーマに基づいた質問をする（インタビューは事前収録）。

水曜日
- 前半にドラゴンズの動きを伝え、後半は若手選手を取り上げて特集する（2008年度までと違い、固定された選手で無いというのが特徴となっている）。

金曜日
- 2009年11月頃からは「ウィークエンドパーティー」と題し、解説者と北山が番組を進める。なおドラゴンズで大きな動きがあった場合は、番組のオープニング（又は前半）で北山が情報を伝えている。

### 井上一樹のガッツだ!ドラゴンズ
- 2008年12月29日から2009年1月2日までは「井上一樹のガッツだ!ドラゴンズ」として、中日ドラゴンズの井上一樹がメインパーソナリティを担当（補佐役として村上和宏アナ）した。
- 後半（時報後の交通情報の後）の井上選手が電話をかけて話をする企画では、中村紀洋（29日）･岩瀬仁紀（30日）･近藤真市（31日）･立浪和義（1日）･朝倉健太（2日）が出演した。

### 荒木雅博のガッツだ!ドラゴンズ
- 2009年12月28日から2010年1月1日までは「荒木雅博のガッツだ!ドラゴンズ」として、中日ドラゴンズ・荒木雅博がメインパーソナリティを担当（補佐役として「井上一樹-」に続き村上アナ）。「井上一樹-」に続く2年連続の年末年始企画となった。
- 内容は放送時間が15分程度となったことから、村上が荒木にほぼ日替わりのテーマでインタビューをしていくというシンプルな番組構成となった。